# Possenheim
Possenheim (fränkisch: Bosna) ist ein Gemeindeteil der Stadt Iphofen im unterfränkischen Landkreis Kitzingen. Die Gemarkung Possenheim hat eine Fläche von 5,185 km². Sie ist in 512 Flurstücke aufgeteilt, die eine durchschnittliche Fläche von 10126,61 m² haben. An der Gemarkungsgrenze zu Markt Einersheim liegt die Ortswüstung Kirchheim. Das Dorf wurde im 13. Jahrhundert verlassen. Ähnliches wird auch für die Wüstung Eckelsheim angenommen. Östlich des Dorfes lag die Mönchshütte, die ebenfalls verlassen wurde. 

## Geografie
Das Pfarrdorf gehört naturräumlich zum Schwanbergvorland, das durch kleinere Hügel charakterisiert ist. Es liegt auf freier Flur in der Hellmitzheimer Bucht, die sich tief in den Steigerwald hinein schiebt und sich westwärts zum Maintal öffnet.:8 Unmittelbar westlich fließt der Moorseebach vorbei, der nördlich des Bergs Bühl (352 m ü. NHN) im Waldgebiet Kesselholz entspringt. Im Süden wird Possenheim von der Bundesstraße 8 tangiert, die nach Markt Einersheim (1,4 km nordwestlich) bzw. an Seehof vorbei nach Enzlar verläuft (4,2 km östlich). Im Ort gibt es zwei Linden, die als Naturdenkmal ausgezeichnet sind.

## Geschichte
Der Ort wurde im Jahr 1171 in einer Bamberger Urkunde als „Bossenheim“ erstmals schriftlich erwähnt. Das Grundwort –heim findet sich typischerweise bei Orten zur Zeit der Fränkischen Landnahme. Das Bestimmungswort ist ein Personenname, entweder Boʒʒo oder Bosso.:114
Im Jahre 1414 teilten sich die Grafen von Castell und die Schenken von Limpurg den Ort.
Ab 1435 gehörte Possenheim zum Herrschaftsbereich der Grafen von Speckfeld. Sie führten 1535 im Dorf die Reformation ein. Um die Konfessionszugehörigkeit gab es kriegerische Auseinandersetzungen. Besonders litten die Bewohner im Dreißigjährigen Krieg.
Die wichtige Ost-West-Verbindung von Nürnberg nach Frankfurt, die Alte Reichsstraße, führte durch den Ort. Eine Rast- und Pferdewechselstation der von Thurn und Taxis betriebenen Kaiserlichen Reichspost soll bereits vor 1627 im Ort bestanden haben, ist aber erst 1627 nachweisbar. Mit dem Bau der Bahn von Würzburg nach Nürnberg im Jahre 1865 wurde sie überflüssig.
Im Jahre 1806 kam Possenheim zum Königreich Bayern. Im Rahmen des Gemeindeedikts (frühes 19. Jahrhundert) wurde Possenheim dem Steuerdistrikt Einersheim zugeordnet. Mit dem Zweiten Gemeindeedikt (1818) entstand die Ruralgemeinde Possenheim, zu der Neubauhof gehörte. Sie war in Verwaltung und Gerichtsbarkeit dem Herrschaftsgericht Markt Einersheim zugeordnet und in der Finanzverwaltung zunächst dem Rentamt Scheinfeld, nach dessen Auflösung im Jahr 1818 dem Rentamt Iphofen. Neubauhof wurde spätestens 1837 an die Gemeinde Einersheim abgegeben. In den 1840er und 1850er Jahren gehörte Forsthaus zur Gemeinde. 1849 kam Possenheim an das Landgericht Markt Bibart. Für die Verwaltung war ab 1862 das Bezirksamt Scheinfeld zuständig (1939 in Landkreis Scheinfeld umbenannt) und für die Finanzverwaltung ab 1879 das Rentamt Markt Bibart  (1919–1929: Finanzamt Markt Bibart, seit 1929  Finanzamt Kitzingen). Die Gerichtsbarkeit blieb bis 1879 beim Landgericht Markt Bibart, von 1880 bis 1972 war das Amtsgericht Scheinfeld zuständig, seitdem ist es das Amtsgericht Kitzingen. 1964 hatte die Gemeinde eine Gebietsfläche von 5,187 km². Am 1. Januar 1972 wurde Possenheim im Zuge der Gebietsreform in Bayern nach Iphofen eingemeindet.

### Einwohnerentwicklung
| Jahr      | 1818   | 1840   | 1852   | 1855   | 1861   | 1867   | 1871   | 1875   | 1880   | 1885   | 1890   | 1895   | 1900   | 1905   | 1910   | 1919   | 1925   | 1933   | 1939   | 1946   | 1950   | 1952   | 1961   | 1970   | 1987   | 2014  |
| Einwohner | 236    | 290    | 240    | 243    | 249    | 241    | 242    | 233    | 232    | 245    | 213    | 229    | 222    | 228    | 227    | 209    | 206    | 228    | 216    | 332    | 274    | 248    | 197    | 201    | 185    | 216   |
| Häuser    | 42     | 51     |        |        |        |        | 48     |        |        | 46     | 45     |        | 45     |        |        |        | 46     |        |        |        | 45     |        | 50     |        | 46     |       |
| Quelle    | [ 12 ] | [ 15 ] | [ 21 ] | [ 21 ] | [ 22 ] | [ 23 ] | [ 24 ] | [ 25 ] | [ 26 ] | [ 27 ] | [ 28 ] | [ 21 ] | [ 29 ] | [ 21 ] | [ 30 ] | [ 21 ] | [ 31 ] | [ 21 ] | [ 21 ] | [ 21 ] | [ 32 ] | [ 21 ] | [ 17 ] | [ 33 ] | [ 34 ] | [ 2 ] |

## Kultur und Sehenswürdigkeiten

### Baudenkmäler
In Possenheim gibt es 13 Baudenkmäler, unter anderem:

#### Filialkirche
In den Quellen wird im Jahre 1340 bereits eine Filialkirche der Pfarrei Markt Einersheim erwähnt. Der Seelsorger aus „Eynersheymb“ wurde verpflichtet in „Poßne“ Gottesdienst zu halten. Am 1. August 1710 erhielt Possenheim eine selbstständige Pfarrei durch die Stiftung des Schenk Vollrath von Limpurg–Speckfeld. 
Ab 1773 sammelten die Dorfbewohner für einen Neubau. 1778 erhielt der würzburgische Landbaumeister Josef Albert aus Wiesentheid den Bauauftrag für das heutige Kirchengebäude. Nachdem auch Altar, Kanzel und Orgel geschaffen waren, konnte die Einweihung am 24. Oktober 1784 stattfinden. Der Saalbau besitzt einen Fassadenturm und einen dreiseitig geschlossenen Chor.
Bei der Renovierung 1963 wurde der Innenraum vollkommen umgestaltet. Einige Merkmale des Markgrafenstils verschwanden völlig. Beseitigt wurden die Emporen links und rechts sowie die Orgelempore über dem Altar. Das Musikinstrument erhielt seinen heutigen Platz auf der Empore gegenüber dem Chor. Die Kanzel wurde nach Lichtenstein in den Haßbergen verkauft. Wohin der Altar mit dem Bild der Auferstehung kam, ist nicht bekannt. Der alte hölzerne Taufstein und der Kronleuchter wurden zwanzig Jahre später wiederentdeckt und in das Gotteshaus zurückgebracht. Beim Umbau erhielt die Kirche Altar, Kanzel und Taufstein in moderner Ausführung.

#### Posthalterei
Die ehemalige Posthalterei an der Poststraße 2 wurde bereits in der ersten Hälfte des 17. Jahrhunderts urkundlich erwähnt. Es handelt sich um eine Poststelle an der Strecke Nürnberg–Würzburg. Erst im Jahr 1865 wurde die damals königlich-bayerischen Postexpedition aufgelöst.

#### Bürgerhaus
Das heutige Bürgerhaus wurde 1685 errichtet. Durch verschiedenartige Nutzungen in der Vergangenheit litt die Substanz stark. Die Stadt Iphofen kaufte den historischen Bau; sie sanierte und renovierte ihn aufwändig. Im Jahre 1999 erhielten die Einwohner von Possenheim das Haus mit sehenswertem Fachwerk zur Nutzung.

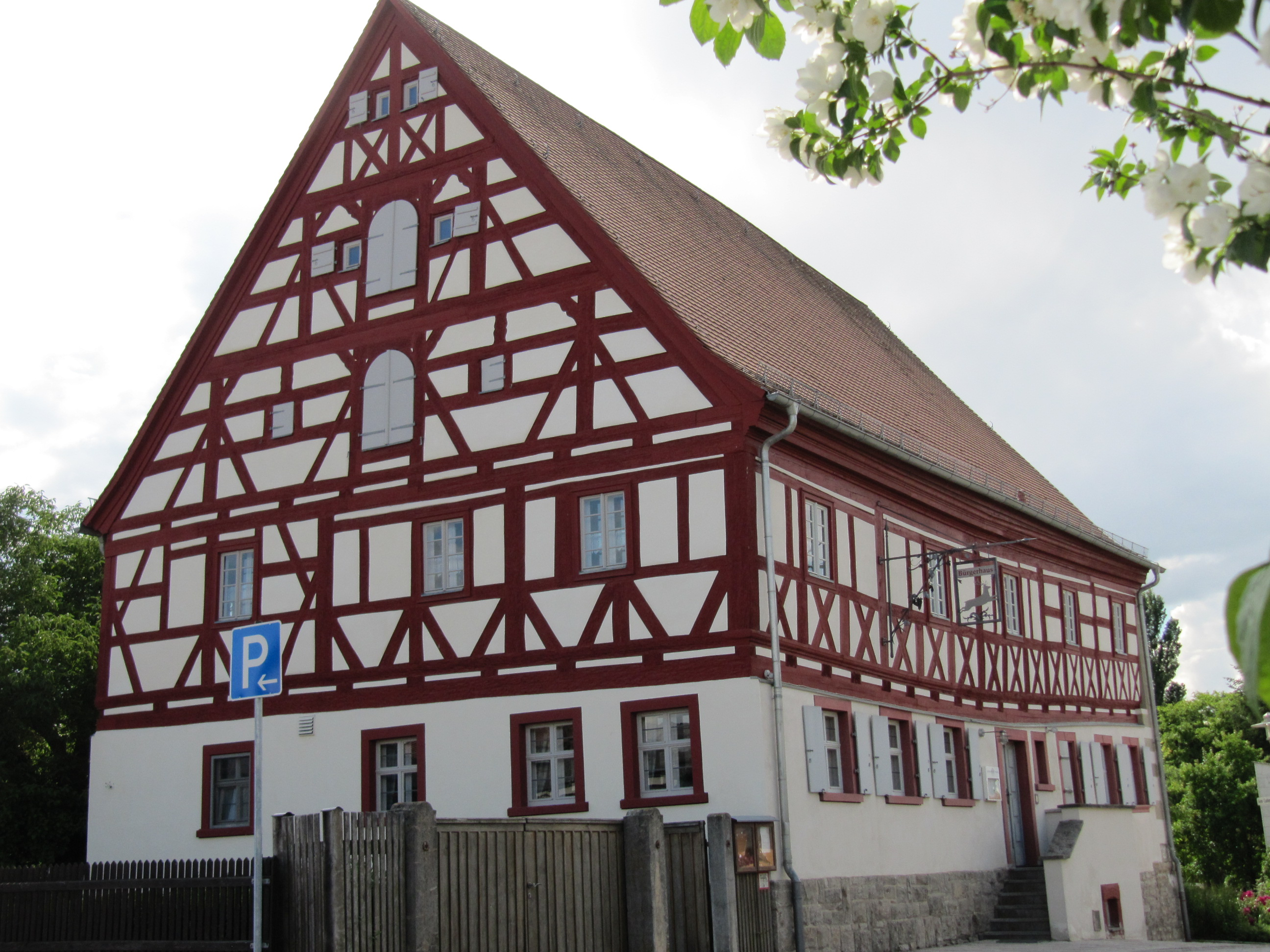
Bürgerhaus
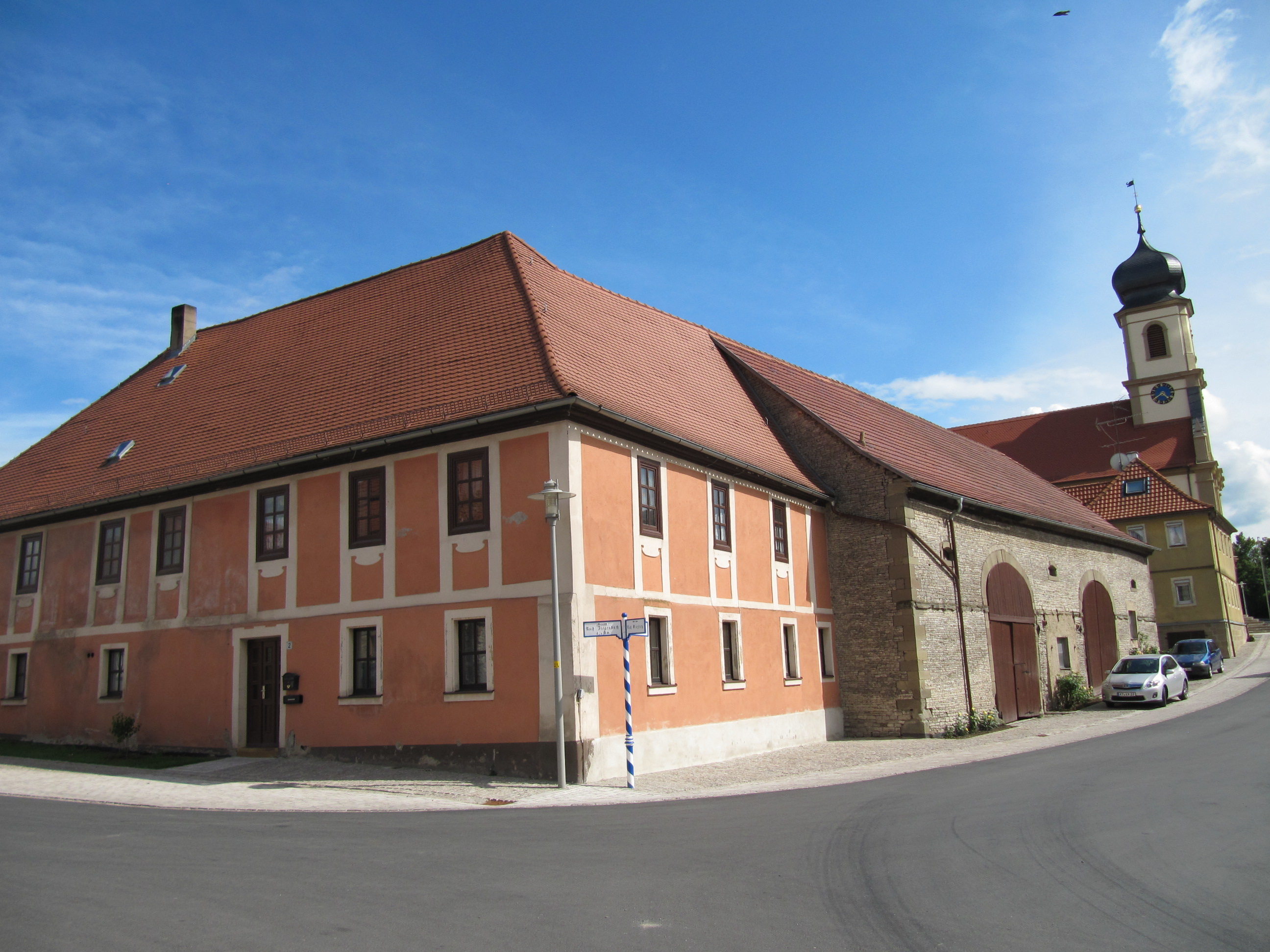
Ehemalige Posthalterei mit altem Wegweiser
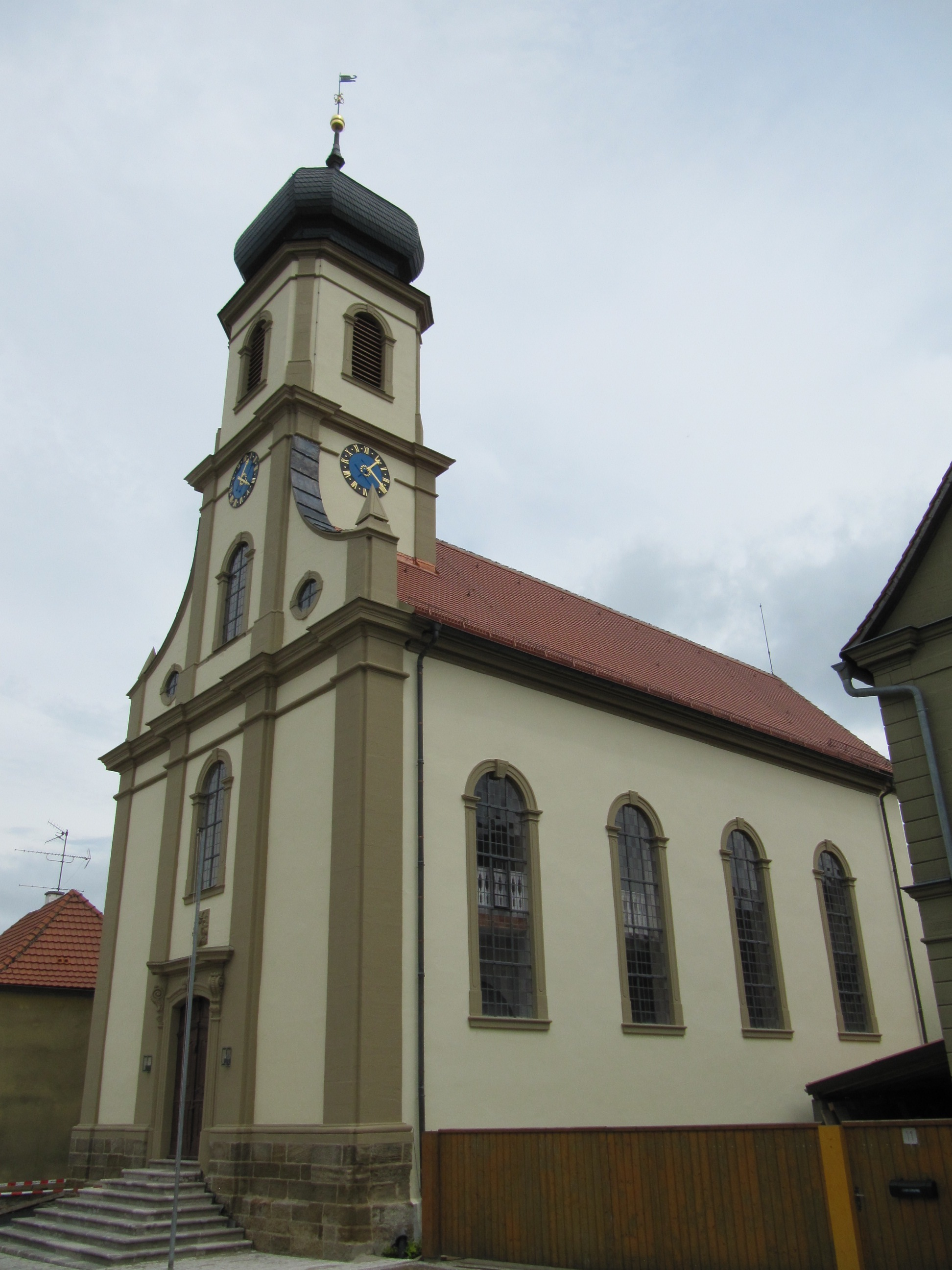
Kirche von Possenheim
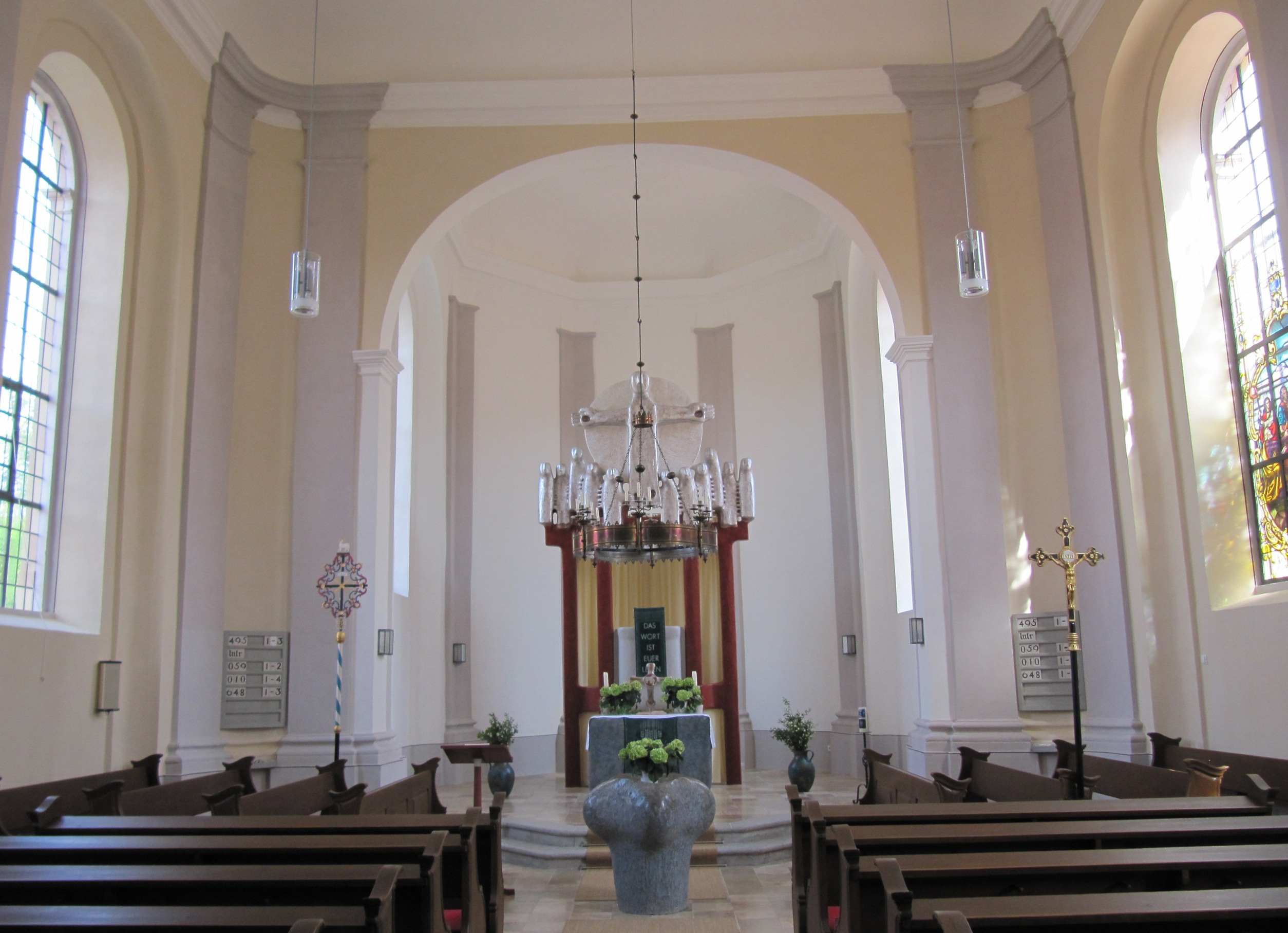
Blick in den Chorraum mit modernem Altar, Taufstein und neuer Kanzel
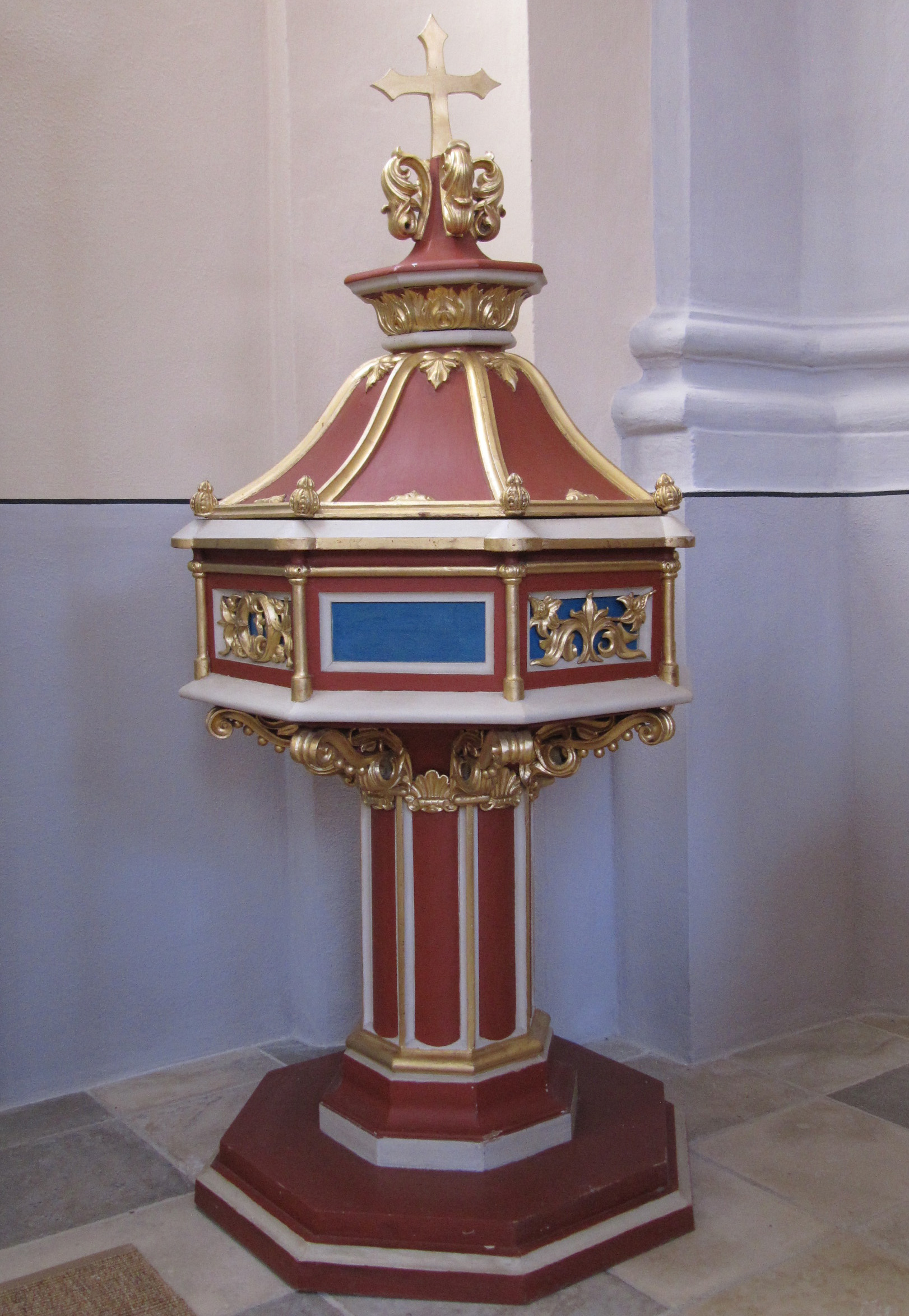
Alter Taufstein
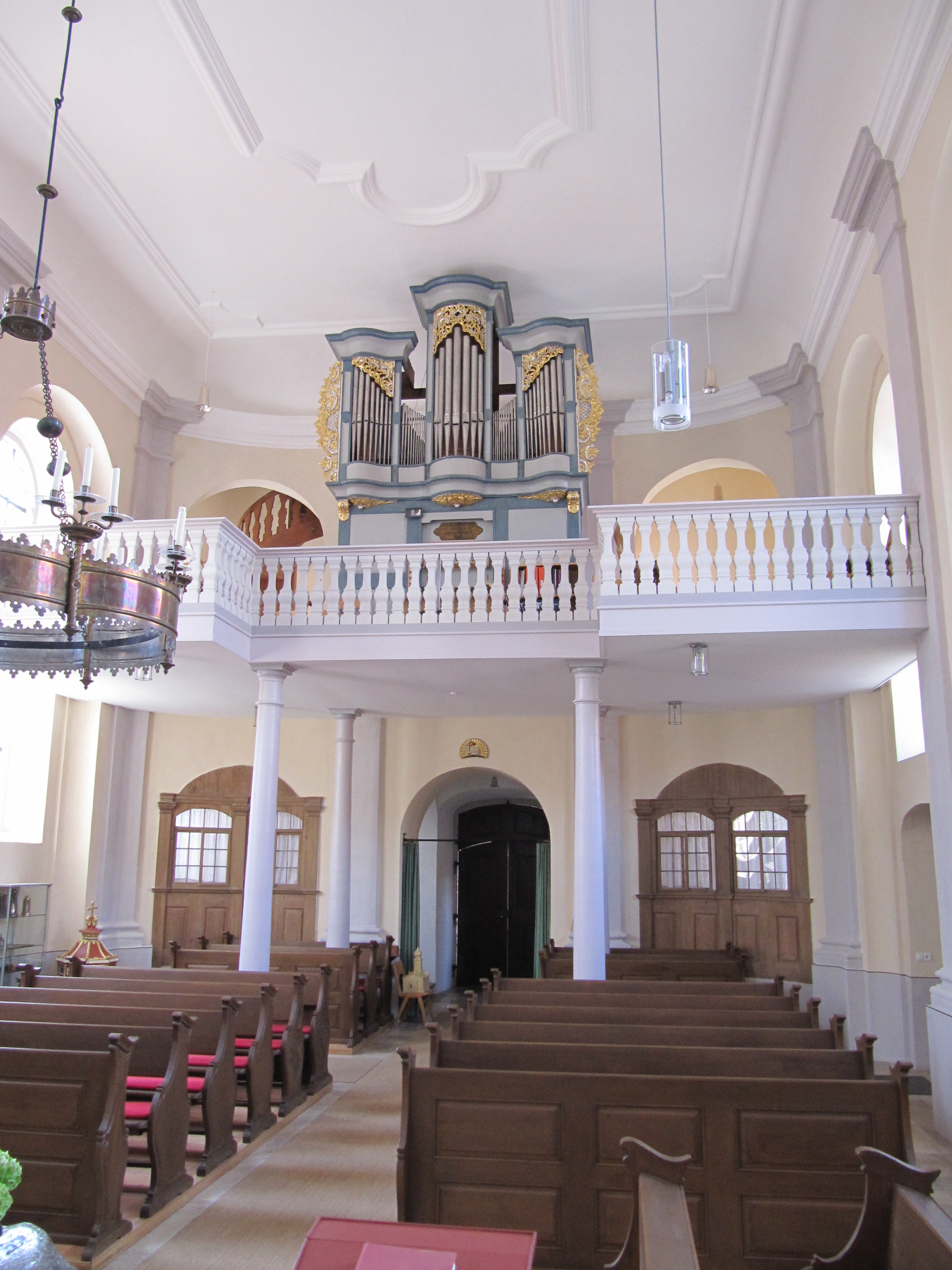
Blick vom Chorraum zur Orgel

### Sage
Ähnlich wie in Sickershausen gibt es auch in Possenheim eine Sage über einen sogenannten Judenbrunnen.
In vergangenen Tagen lebte ein Bauer auf dem Schlossberg bei Possenheim. Er hatte sich von einem Juden Geld geliehen, zahlte aber seine Schulden trotz mehrmaliger Mahnung nicht zurück. Daraufhin lief der Jude auf den Schlossberg und drohte dem Bauern, ihn vor Gericht zu verklagen. Darüber geriet der Bauer in Zorn und erschlug den Juden. Der Sterbende sprach: „Wenn auch kein Mensch deine Tat sieht, so muss dich die Sonne verraten!“
Immer wenn nun die Sonne schien, lächelte der Bauer. Seine Frau bemerkte das, konnte aber den Grund nicht erkennen. Eines Tages schmeichelte sie ihm so sehr, dass er alles erzählte. Er musste immer, wenn die Sonne aufgehe, über die Dummheit des Juden lächeln. Nun wusste die Ehefrau über die Mordtat des Bauern und als sie einmal stritten sagte sie: „Willst du es mir auch so machen, wie dem Juden, den du umgebracht und in den Brunnen geworfen hast?“
Dies hörten auch die Dienstboten des Bauern und zeigten ihren Herren bei Gericht an. Der Bauer aber floh und wurde nie wieder in Possenheim gesehen. Der sogenannte Judenbrunnen, in den der Bauer seinen Gläubiger geworfen haben soll, war noch zu Beginn des 20. Jahrhunderts vorhanden. Er wurde vor 1912 zugeschüttet. Dort ging auch die Sage um, dass der Bauer und der Jude um Mitternacht an der Stelle des Brunnens erscheinen.

## Wirtschaft und Infrastruktur

### Weinbau
Possenheim ist heute Weinbauort im Anbaugebiet Franken. Eine Weinlage existiert um das Dorf, der Wein wird seit den 2000er Jahren unter dem Namen Possenheimer Mönchshütte (ehemals Stüblein) vermarktet. Possenheim ist Teil des Bereichs Schwanberger Land, bis 2017 waren die Winzer im Bereich Steigerwald zusammengefasst. Die Keuperböden um Possenheim eignen sich ebenso für den Anbau von Wein, wie die Lage in der Maingauklimazone, die zu den wärmsten Deutschlands gehört. 
Bereits seit dem Frühmittelalter betreiben die Menschen um Iphofen Weinbau. Die fränkischen Siedler brachten wohl im 7. Jahrhundert die Rebe mit an den Main. Im Mittelalter gehörte die Region zum größten zusammenhängenden Weinbaugebiet im Heiligen Römischen Reich, wobei Possenheim selbst keine große Weinbaugemeinde war. Die Menschen betrieben zumeist Nebenerwerbsweinbau zur Selbstversorgung. Im nahen Iphofen entstand ein Zentralmarkt für den Wein.
Der Weinbau erlebte nach der Säkularisation zu Beginn des 19. Jahrhunderts einen umfassenden Niedergang. Vor allem klimatisch weniger begünstige Lagen gab man vollständig auf. Zusätzlich erschwerte das Aufkommen von Schädlingen wie der Reblaus den Anbau, sodass der Weinbau in Possenheim bald ganz verschwunden war. Konsolidieren konnte sich die Weinbauregion Franken erst wieder in der zweiten Hälfte des 20. Jahrhunderts. Der Einsatz von Düngern und verbesserte Anbaumethoden hatten dazu ebenso beigetragen wie die Organisation in Genossenschaften und die Flurbereinigung der 1970er Jahre. Statt eines Weinfestes veranstalten die Possenheimer Mitte Juni den sogenannten Weingenuss mit Musik und Weinausschank.
| Weinlage    | Größe 2019 | Himmelsrichtung | Hangneigung | Hauptrebsorten | Großlage        |
| ----------- | ---------- | --------------- | ----------- | -------------- | --------------- |
| Mönchshütte | 12 ha      | Süden           | unklar      | unklar         | Iphöfer Burgweg |

### Verkehr
Die Gemarkung Possenheim wird im Süden von der Bundesstraße 8 berührt. Die durch den Ort führende Schulstraße besitzt eine Auffahrt an der Straße. 
Die Keuper-Tour der Randwanderkarte Kitzinger Land berührt den Ort.

### Vereine

#### Bürgerhausverein
Seit 2001 kümmert sich der Verein „Bürgerhaus Possenheim e. V.“ um die vielfältige Nutzung des historischen Gebäudes:
- Treffpunkt für Vereine
- Angebot für örtliche Traditions- und Kulturpflege,
- Gasthaus
- Ort für Familienfeiern[36]

#### Feuerwehr
Die Freiwillige Feuerwehr Possenheim dient mit ihren Übungen dem Schutz ihres Ortes. Daneben sorgt sie für die Gestaltung von folgenden Festen:
- Sonnwendfeuer
- Sommerfest mit Preischafkopf
- Kirchweihfreitag mit Schlachtschüssel und Preisschafkopf
- Rad- und Wandertouren[36]

#### Posaunenchor
Auf Anregung von Dekan Hans Sommer fanden sich am 9. Februar 1978 zehn Leute zur Gründung eines Posaunenchors zusammen. Schon zum Erntedankfest des gleichen Jahres hatte die Gruppe ihren ersten öffentlichen Auftritt. Das 30-jährige Gründungsjubiläum konnte am 20. April 2008 gefeiert werden.

#### Jugend
Im Jahre 2002 wurde der Verein Possermer Jugend e. V. gegründet. Seine Hauptaufgabe ist die Verantwortung für den Jugendraum im Bürgerhaus sowie die Erhaltung der örtlichen Bräuche. Auch eigene Beatabende, die Metal-Maniax, werden seit 2003 organisiert.

#### Landfrauen
Die Landfrauen sind durch vielfältige Aktivitäten wie Frauenfortbildungen, gesellige Bastelabende und aktive Hilfe bei den Dorffesten eine feste Größe in der Dorfgemeinschaft.